# Dramaturg
Dramaturg betekende oorspronkelijk toneelschrijver. Tegenwoordig wordt het woord ook in een andere betekenis gebruikt, waarbij het een lid van een toneelgezelschap aanduidt dat dramaturgische medewerking verleent aan de regisseur.
Een dramaturg in de tweede betekenis wordt ook wel de 'eerste toeschouwer' genoemd, omdat hij de regisseur vertelt hoe de voorstelling op de toeschouwer overkomt. Ook kiest hij bij sommige gezelschappen de te spelen stukken, maar dan in de rol van artistiek leider.
In een derde betekenis wordt het begrip ook gebruikt om een toneelkenner aan te duiden, iemand die de toneelkunst theoretisch, als wetenschapper benadert. Hij bestudeert de wijze waarop toneelstukken worden opgevoerd, en onderzoekt specifieke toneelvormen. Belangrijk daarbij is bijvoorbeeld welke voorwerpen gebruikt, en hoe bepaalde symbolen uitgebeeld worden.

## Opleiding
Een dramaturg heeft vaak theaterwetenschappen gestudeerd. Ook biedt de Universiteit van Amsterdam een speciale masterstudie Dramaturgie aan.